# Поульсен, Йоухан
Йо́ухан Пе́тур По́ульсен (фар. Jóhan Petur Poulsen; род. 8 мая 1986 года в Тофтире, Фарерские острова) — фарерский футболист и тренер. В настоящее время является главным тренером клуба «Вуйчингур».

## Карьера игрока

### Клубная
Йоухан воспитывался в академиях тофтирского «Б68» и рунавуйкского «НСИ». В 2003 году он стал игроком взрослой команды «Б68». Он дебютировал за неё 22 марта того же года в матче кубка Фарерских островов против клуба «ТБ» из Твёройри: полузащитник вышел в стартовом составе и открыл счёт на 13-й минуте. Через 2 месяца, 16 мая Йоухан провёл свою первую игру в фарерской-премьер-лиге. Это была встреча с командой «ЭБ/Стреймур», которую он отыграл целиком. 29 июня полузащитник забил свой первый мяч в высшем фарерском дивизионе в матче против столичного «ХБ». Всего в своём дебютном сезоне Йоухан принял участие в 16 встречах чемпионата Фарерских островов.
В 2004 году полузащитник дебютировал в еврокубках: 15 июля он провёл на поле 79 минут в первом матче Кубка УЕФА против латвийского «Вентспилса», после чего был заменён на Ови Брима. Через 2 недели Йоухан целиком отыграл ответную встречу. Он также принял участие в 18 матчах фарерского первенства того года. По итогам сезона-2004 «Б68» опустился в первый дивизион. Йоухан остался в команде и внёс весомый вклад в быстрое возвращение «Б68» в премьер-лигу, выдав самый продуктивный сезон в карьере: 17 забитых голов в 18 матчах. В сезоне-2006 он отыграл 26 встреч, а его клуб снова понизился в классе.
В 2007 году Йоухан принял решение покинуть «Б68» и перейти в датский «Эсбьерг», однако за полтора сезона в этом клубе он не провёл за него ни одного матча. В 2008 году полузащитник вернулся в «Б68» и отыграл 3 матча чемпионата, после чего получил серьёзную травму и выбыл из строя до июля 2009 года. В сезоне-2009 Йоухан принял участие в 13 играх фарерского первенства, а в следующем отыграл 26 встреч. В августа 2011 года он получил рецидив травмы и выбыл до конца сезона, успев сыграть 15 матчей. В 2012 году полузащитник принял решение сыграть свою прощальную игру за дублирующий состав «Б68» и завершить карьеру игрока.

### Международная
В 2001—2002 годах Йоухан выступал за юношескую сборную Фарерских островов до 17 лет, приняв участие в 9 матчах и забив 2 гола в ворота сверстников из Англии и Финляндии. В 2004 году он был членом юношеской сборной Фарерских островов до 19 лет, за которую отыграл 3 встречи.

## Карьера тренера
В 2012 году Йоухан возглавлял юношескую команду «Б68», а в 2013—2014 годах он был помощником главных тренеров взрослой команды тофтирцев Эссура Хансена и Йегвана Ольсена. В апреле 2015 года Йоухан стал главным тренером дублирующего состава «Вуйчингура» и возглавлял его 5 лет. 1 сентября 2020 года он был назначен наставником первой команды «викингов», сменив на этом пост Эйюна Клакстайна. 13 сентября он дебютировал в качестве главного тренера клуба высшего дивизиона в матче против «ЭБ/Стреймур» и одержал победу в этой игре. Всего под руководством Йоухана в его дебютном сезоне у руля «Вуйчингура» команда провела 9 матчей в премьер-лиге, из которых 5 она выиграла и 4 проиграла. Также ему удалось вывести клуб в финал кубка Фарерских островов, где коллектив из Норагёты уступил столичному «ХБ».

## Статистика выступлений
| Выступление      | Выступление      | Выступление      | Лига | Лига | Кубки | Кубки | Еврокубки | Еврокубки | Прочие | Прочие | Итого | Итого |
| Клуб             | Лига             | Сезон            | Игры | Голы | Игры  | Голы  | Игры      | Голы      | Игры   | Голы   | Игры  | Голы  |
| ---------------- | ---------------- | ---------------- | ---- | ---- | ----- | ----- | --------- | --------- | ------ | ------ | ----- | ----- |
| Б68              | Премьер-лига     | 2003             | 16   | 1    | 7     | 3     | 0         | 0         | 0      | 0      | 23    | 4     |
| Б68              | Премьер-лига     | 2004             | 18   | 1    | 6     | 0     | 2         | 0         | 0      | 0      | 26    | 1     |
| Б68              | Первый дивизион  | 2005             | 18   | 17   | 4     | 1     | 0         | 0         | 0      | 0      | 22    | 18    |
| Б68              | Премьер-лига     | 2006             | 26   | 1    | 2     | 0     | 0         | 0         | 0      | 0      | 28    | 1     |
| Б68              | Итого            | Итого            | 78   | 20   | 19    | 4     | 2         | 0         | 0      | 0      | 99    | 24    |
| Эсбьерг          | Суперлига        | 2006/07          | 0    | 0    | 0     | 0     | 0         | 0         | 0      | 0      | 0     | 0     |
| Эсбьерг          | Суперлига        | 2007/08          | 0    | 0    | 0     | 0     | 0         | 0         | 0      | 0      | 0     | 0     |
| Эсбьерг          | Итого            | Итого            | 0    | 0    | 0     | 0     | 0         | 0         | 0      | 0      | 0     | 0     |
| Б68              | Премьер-лига     | 2008             | 3    | 0    | 1     | 0     | 0         | 0         | 0      | 0      | 4     | 0     |
| Б68              | Премьер-лига     | 2009             | 13   | 2    | 0     | 0     | 0         | 0         | 0      | 0      | 13    | 2     |
| Б68              | Премьер-лига     | 2010             | 26   | 2    | 2     | 0     | 0         | 0         | 0      | 0      | 28    | 2     |
| Б68              | Премьер-лига     | 2011             | 15   | 0    | 3     | 0     | 0         | 0         | 0      | 0      | 18    | 0     |
| Б68              | Итого            | Итого            | 57   | 4    | 6     | 0     | 0         | 0         | 0      | 0      | 63    | 4     |
| Б68 II           | Первый дивизион  | 2012             | 1    | 0    | 0     | 0     | 0         | 0         | 0      | 0      | 1     | 0     |
| Б68 II           | Итого            | Итого            | 1    | 0    | 0     | 0     | 0         | 0         | 0      | 0      | 1     | 0     |
| Всего за карьеру | Всего за карьеру | Всего за карьеру | 136  | 24   | 25    | 4     | 2         | 0         | 0      | 0      | 163   | 28    |

## Тренерская статистика
| Команда      | Начало работы   | Завершение работы | Показатели | Показатели | Показатели | Показатели | Показатели | Показатели | Показатели | Показатели |
| Команда      | Начало работы   | Завершение работы | М          | В          | Н          | П          | МЗ         | МП         | РМ         | % побед    |
| ------------ | --------------- | ----------------- | ---------- | ---------- | ---------- | ---------- | ---------- | ---------- | ---------- | ---------- |
| Вуйчингур II | 18 апреля 2015  | 1 сентября 2020   | 146        | 69         | 31         | 46         | 259        | 211        | +48        | 47,26      |
| Вуйчингур    | 1 сентября 2020 | в должности       | 12         | 7          | 0          | 5          | 22         | 21         | +1         | 58,33      |
| Итого        | Итого           | Итого             | 158        | 76         | 31         | 51         | 281        | 232        | +49        | 48,10      |

## Достижения в качестве игрока

### Командные
«Б68»
- Победитель первого дивизиона (1): 2005

## Тренерские достижения

### Личные
- Тренер года на Фарерских островах (1): 2021[11]
- Тренер года в первом дивизионе (1): 2017[12]